# Bricquebec-en-Cotentin
Bricquebec-en-Cotentin is een gemeente in het Franse departement Manche in de regio Normandië. De gemeente maakt deel uit van het arrondissement Cherbourg en had op 1 januari 2022 5.888 inwoners.
De gemeente is bekend door haar kaas (Bricquebec). Maar de economie leunt vooral de tewerkstelling in de nucleaire installaties in La Hague en de bedrijven rond Cherbourg.

## Geschiedenis
De commune nouvelle is op 1 januari 2016 ontstaan door de fusie van de gemeenten Bricquebec, Les Perques, Quettetot, Saint-Martin-le-Hébert, Le Valdécie en Le Vrétot. Bricquebec is veruit het grootste bevolkingscentrum en hier bevindt zich ook het gemeentehuis.

## Geografie

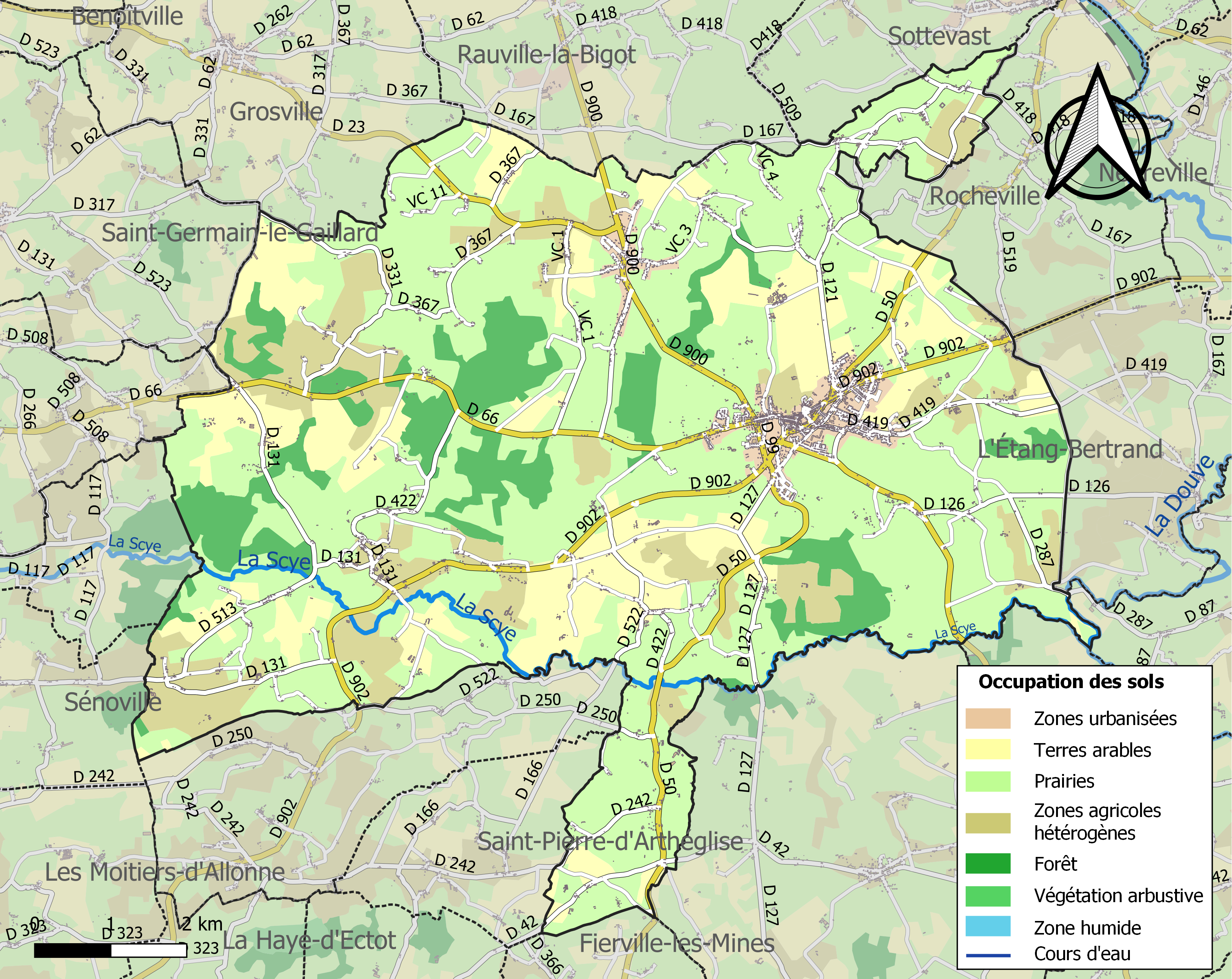
Kaart van de gemeente met de belangrijkste infrastructuur, bodemgebruik en omliggende gemeenten

De gemeente ligt op het schiereiland Cotentin.

De autowegen RD 902 (Valognes-Barneville-Carteret) en RD 900 (Cherbourg-Coutances) lopen door de gemeente.

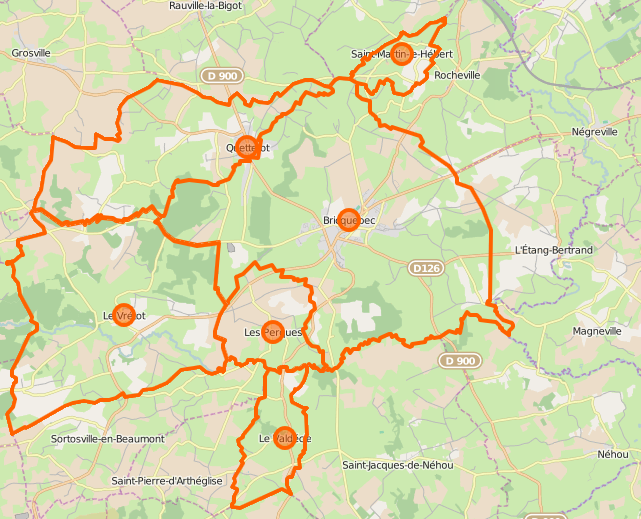
De gemeente met de deelgemeenten